# Collectors (film)
Pour plus de détails, voir Fiche technique et Distribution.
Collectors (hangeul : 도굴 ; RR : Dogul, litt. « Pillage de tombes ») est un film de casse sud-coréen réalisé par Park Jeong-bae et sorti en 2020 en Corée du Sud. Il raconte les exploits, à l'époque contemporaine, d'une équipe de pilleurs de tombes anciennes en Corée.
Il totalise 1,5 million d'entrées au box-office sud-coréen de 2020.

## Synopsis
Kang Dong-goo (Lee Je-hoon) est un voleur d'antiquités de grand talent. Alors qu'il négocie la vente d'une statuette de Bouddha de grand prix, volée dans un temple en rénovation, il entre en contact avec Sang-gil (Song Young-chang), un chef d'entreprise richissime et amateur d'objets d'art.
Sang-gil et Yoon (Shin Hye-sun), experte en antiquités qui travaille pour lui, demandent à Dong-goo d'aller voler des fresques situées dans une tombe ancienne. Kang Dong-goo recrute le « docteur Jones », un spécialiste des fresques qui se prend un peu pour Indiana Jones. Ils parviennent à pénétrer dans une tombe coréenne ancienne malgré les systèmes de sécurité et découpent la fresque à la tronçonneuse, qu'ils ramènent à Sang-gil.
Dong-goo propose à l'homme d'affaires un vol encore plus audacieux : l'épée du roi Taejo, fondateur de l'ère Joseon, qui selon lui repose sous une tombe royale dans le parc archéologique de Seolleung, en plein Séoul. Sang-gil lui montre la cave secrète, ultra-sécurisée, dans laquelle il conserve de nombreux trésors archéologiques qu'il a fait voler. Sang-gil finance le projet, pour lequel Dong-goo et le docteur Jones se font aider de Sapdari (Im Won-hee), spécialiste des tunnels. Ils s'installent dans un local situé à 200 mètres de Seolleung et creusent jour et nuit afin de terminer le travail avant le début de travaux de restauration du site prévus par les pouvoirs publics.
En parallèle, Dong-goo se souvient d'un traumatisme subi dans son enfance : tandis qu'il explorait un site ancien avec son père, un homme qui n'est autre que Sang-gil les a enterrés vivants. Son père est mort et lui-même n'a réchappé que grâce au passage fortuit d'un autre voleur de tombes.
Le soir où ils doivent finalement parvenir dans la tombe du roi, une série d'incidents fait échouer le projet. Dong-goo propose alors à Sang-gil de se faire passer pour une équipe devant participer aux travaux officiels de restauration pour creuser la tombe depuis la surface. Ils interviennent avec Sang-gil lui-même, qui peut constater que le tombeau est vide. Dong-goo lui révèle alors que l'épée n'existe pas et il enferme Sang-gil lui-même dans le tombeau ; le chef d'entreprise sera retrouvé le lendemain, encore vivant.
Pendant ce temps, Yoon, la collaboratrice de Sang-gil, essaie de tromper celui-ci en pénétrant dans la cave sécurisée, qu'elle trouve la cave presque vide : Dong-goo, secrètement en contact avec un policier qui avait des soupçons à l'égard de l'ensemble de l'équipe, a en réalité creusé deux tunnels, dont un partait en direction de cette cave.
Dong-goo et ses coéquipiers ont ainsi rendu les œuvres d'art volées à leurs propriétaires. Mais ils ne perdent pas tout, car la cave contenait aussi un trésor en billets de banque...

## Fiche technique
- Titre original : 도굴 (Dogul)
- Titre international : Collectors
- Réalisation : Park Jeong-bae
- Scénario : Ryu Seon-gyeo
- Photographie : Kim Seong-an
- Montage : Nam Na-young
- Musique : Dalparan
- Production : Hwang Dong-hyeok
- Société de production : Siren Pictures
- Société de distribution : CJ Entertainment
- Pays d’origine :  Corée du Sud
- Langue originale : coréen
- Format : couleur
- Genre : Film de casse
- Durée : 114 minutes
- Date de sortie :
  -  Corée du Sud : 6 novembre 2020
  -  Taïwan : 20 décembre 2020

## Distribution
- Lee Je-hoon : Kang Dong-goo, un voleur de génie[1]
- Jo Woo-jin : le dr. Jones, expert en vol de fresques tombales.
- Shin Hye-sun : Yoon Se-hee, la conservatrice
- Im Won-hee : Sapdari, le maître pelleteur
- Song Young-chang (ko) : Sang-gil
- Joo Jin-mo (en) : Man-gi
- Lee Seong-wook : Gwang-cheol
- Park Se-wan (en) : Hye-ri
- Park Jin-woo (ko) : le chef Oh

## Production
En mars 2019, Lee Je-hoon est confirmé dans le rôle principal du film. 

## Accueil

### Box-office
Le film sort le 4 novembre 2020 et domine le box-office en attirant 80 000 spectateurs et totalisant des recettes de l'ordre de 626 916 $.
Selon le site coréen Naver, le film occupe la 5e place au box-office le 2 janvier 2021, avec 1,52 million de spectateurs au total.
| Entrée Basé sur le réseau informatique intégré des billets d'entrée de cinéma | Entrée Basé sur le réseau informatique intégré des billets d'entrée de cinéma | Entrée Basé sur le réseau informatique intégré des billets d'entrée de cinéma |
| À la date du                                                                  | Entrées cumulées                                                              | Ref.                                                                          |
| ----------------------------------------------------------------------------- | ----------------------------------------------------------------------------- | ----------------------------------------------------------------------------- |
| 2 janvier 2021                                                                | 1 528 867 spectateurs                                                         | [ 4 ]                                                                         |

| Entrées (spectateurs) à la date du week-end respectif | Entrées (spectateurs) à la date du week-end respectif | Entrées (spectateurs) à la date du week-end respectif |
| Fin de semaine                                        | Entrées (cumulées)                                    | Notes                                                 |
| ----------------------------------------------------- | ----------------------------------------------------- | ----------------------------------------------------- |
| 2 janvier 2021                                        | 1 528 867                                             |                                                       |
| 27 décembre 2020                                      | 1 511 574                                             | Week-end : 18 033                                     |
| 20 décembre 2020                                      | 1 481 363                                             | Week-end : 16 494                                     |
| 13 décembre 2020                                      | 1 452 176                                             | Week-end : 15 017                                     |
| 6 décembre 2020                                       | 1 423 700                                             | Week-end : 26 863                                     |
| 29 novembre 2020                                      | 1 369 546                                             | Week-end : 42 828                                     |
| 22 novembre 2020                                      | 1 276 614                                             | Week-end : 156 394                                    |
| 15 novembre 2020                                      | 1 001 230                                             |                                                       |
| 8 novembre 2020                                       | 565 503                                               |                                                       |

### Critiques
Sur le site coréen Naver, le film obtient la note du public de 8,50.